# 959
| [ Edytuj tabelę ]              |                                                            |
| Książę Polski                  | - 940 Siemomysł 960                                        |
| Król Anglii                    | - 955 Edwin 959 - 959 Edgar Spokojny 975                   |
| Hrabia Aragonii                | - 922 Andregota Galíndez 972                               |
| Hrabia Aragonii i król Nawarry | - 926 Garcia I 970                                         |
| Hrabia Barcelony               | - 947 Borrell II 992 - 947 Miro 966                        |
| Książę Bawarii                 | - 955 Henryk II Kłótnik 976                                |
| Książę Burgundii               | - 956 Otto 965                                             |
| Cesarz Bizancjum               | - 913 Konstantyn VII Porfirogeneta 959 - 959 Roman II 963  |
| Car Bułgarii                   | - 927 Piotr I 969                                          |
| Książę Czech                   | - 935 Bolesław I Srogi 972                                 |
| Król Danii                     | - 958 Harald Sinozęby 987                                  |
| Władca Egiptu                  | - 946 Abu al-Kasim Unudżur 960                             |
| Król Franków zachodnich        | - 954 Lotar 986                                            |
| Hrabia Holandii                | - 939 Dirk II 988                                          |
| Cesarz Japonii                 | - 946 Murakami 967                                         |
| Kalif                          | - 946 Al-Muti 974                                          |
| Hrabia Kastylii                | - 923 Ferdinand Gonzalez 970                               |
| Król Khmerów                   | - 944 Radżendrawarman II 968                               |
| Wielki książę Kijowa           | - 945 Światosław I 972                                     |
| Patriarcha Konstantynopola     | - 956 Polieuktos 970                                       |
| Władca Korei                   | - 949 Kwangjong 975                                        |
| Król Leónu                     | - 958 Ordoño IV Nikczemny 960                              |
| Król Norwegii                  | - 933 Haakon Dobry 961                                     |
| Hrabia Palatynatu              | - 945 Hermann Pusillus 994                                 |
| Papież                         | - 955 Jan XII 964                                          |
| Hrabia Portugalii              | - 950 Gonçalo Mendes 999                                   |
| Książę Saksonii                | - 936 Otton I Wielki 961                                   |
| Król Szkocji                   | - 954 Indulf 962                                           |
| Doża Wenecji                   | - 942 Pietro III Candiano 959 - 959 Pietro IV Candiano 976 |
| Książę Węgier                  | - 955 Taksony 970                                          |

Rok 959 / CMLIX
stulecia: IX wiek ~
X wiek ~
XI wiek

lata: 949 «
954 «
955 «
956 «
957 «
958 «
959
» 960
» 961
» 962
» 963
» 964
» 969

## Wydarzenia
- 1 października – Edgar I został królem Anglii.

## Urodzili się
- En’yū - cesarz Japonii

## Zmarli
- Aelfsige I, biskup Winchesteru i arcybiskup Canterbury (ur. ?)
- Edwin, król Anglii (ur. ok. 941)
- Konstantyn VII Porfirogeneta, cesarz bizantyjski (ur. 905)